# Unione Sportiva Fiorenzuola 1922 Società Sportiva 2020-2021
Questa voce raccoglie le informazioni riguardanti l'US Fiorenzuola 1922 nelle competizioni ufficiali della stagione 2020-2021.

## Stagione
Nella stagione 2020-2021 il Fiorenzuola disputa il ventunesimo campionato della sua storia in Serie D, il settimo consecutivo.
All'inizio della stagione i rossoneri vengono inseriti nel girone D, insieme a squadre emiliano-romagnole e toscane, tra cui il neoretrocesso Rimini; all'inizio della stagione la squadra, reduce del secondo posto alle spalle del Mantova nel campionato precedente, parte con l'obiettivo dichiarato di terminare il campionato nelle prime posizioni. Per raggiungere il traguardo viene confermata la guida tecnica di Luca Tabbiani, mentre il ruolo di direttore sportivo viene affidato a Marco Bernardi, reduce dall'esperienza alla Correggese, che sostituisce Simone Di Battista, andato a ricoprire lo stesso ruolo al Piacenza.
La prima partita stagionale viene disputata il 27 settembre, con i rossoneri che vengono sconfitti per 1-0 sul campo del Prato. La settimana successiva, alla prima casalinga, arrivano i primi punti dell'annata, frutto della vittoria per 3-1 contro la Pro Livorno Sorgenti. Nelle prime cinque giornate di campionato, culminate in una pausa del torneo per permettere il recupero delle diverse gare rinviate a causa della pandemia da COVID-19, il Fiorenzuola totalizza 10 punti, posizionandosi nella parte alta della classifica. Nelle due gare dopo la ripartenza il Fiorenzuola ottiene due vittorie per 5-1, la seconda delle quali contro la capolista Aglianese, imbattuta fino a quel momento, conquistando il secondo posto in campionato.
Il Fiorenzuola termina il girone di andata al secondo posto in classifica con 32 punti, cinque in meno della capolista Aglianese, potendo però contare su una partita da recuperare; in occasione dell'ultima gara del girone di andata il capitano Ettore Guglieri traglia il traguardo delle 500 presenze in carriera.
Dopo un inizio di girone di ritorno nel quale il Fiorenzuola ottiene cinque vittorie in sei gare, il 21 marzo 2021, dopo la vittoria per 3-0 sul Seravezza agganciano al primo posto in classifica l'Aglianese; il successivo primo aprile, con la vittoria per 4-0 sul Corticella, i rossoneri occupano la vetta della classifica in solitaria. La settimana successiva la partita di cartello contro l'Aglianese viene vinta per 1-0 dai toscani che raggiungono i rossoneri in vetta al campionato.
Nelle cinque giornate successive il Fiorenzuola ottiene tre vittorie e due pareggi, occupando la seconda posizione a -1 dall'Aglianese a quattro giornate dal termine del torneo. Dopo che nella quartultima e terzultima giornata entrambe le compagini ottengono la vittoria, alla penultima giornata il Fiorenzuola sconfigge per 3-0 il Mezzolara e, grazie alla concomitante sconfitta per 2-1 dell'Aglianese col Prato, conquistano la testa della classifica. Nell'ultima giornata i rossoneri vincono per 2-0 sul campo del Sasso Marconi, rendendo vana la concomitante vittoria dell'Aglianese sul Pro Livorno per 3-2, conquistando la promozione in Serie C e il ritorno in un campionato professionistico dopo 20 anni.

## Divise e sponsor
Il fornitore tecnico per la stagione 2020-2021 è Erreà, mentre gli sponsor di maglia sono Siderpighi e Nuova Caser.
| 1ª divisa | 2ª divisa | 3ª divisa |

## Organigramma societario

### Organigramma
Dal sito internet ufficiale della società.
- Presidente: Luigi Pinalli
- Vice presidenti: Giovanni Pighi e Daniele Baldrighi
- Consiglieri: Luca Baldrighi e Pier Fiorenzo Orsi
- Direttore sportivo: Marco Bernardi
- Segretario prima squadra: Roberto Pezza
- Ufficio amministrativo: Alessandra Foletti
- Responsabile comunicazione: Andrea Fanzini
- Segretaria Academy: Elisabetta Campolunghi
- Responsabile organizzativo Academy: Lino Boiardi
- Responsabile area medica: Bruno Sartori
- Magazzinieri: Sergio Facchini, Giacomo Grolli e Gianni Rossetti

### Staff tecnico
Dal sito internet ufficiale della società.
- Allenatore: Luca Tabbiani
- Allenatore in seconda: Vincenzo Cammaroto
- Preparatore atletico: Paolo Bertoncini
- Collaboratore tecnico: Andrea Fanzini
- Preparatore dei portieri: Emilio Tonoli
- Medico sociale: Bruno Sartori
- Fisioterapista: Matteo Mozzoni
- Dirigente accompagnatore: Roberto Pezza
- Team Manager: Luca Baldrighi

## Rosa
| N. |                   | Ruolo | Calciatore                 |
| -- | ----------------- | ----- | -------------------------- |
|    | Italia (bandiera) | P     | Nicholas Battaiola         |
|    | Italia (bandiera) | P     | Andrea Ghezzi              |
|    | Italia (bandiera) | P     | Alessio Ghidetti           |
|    | Italia (bandiera) | D     | Nicolò Carrara             |
|    | Italia (bandiera) | D     | Tommaso Cavalli            |
|    | Italia (bandiera) | D     | Pietro Crotti              |
|    | Italia (bandiera) | D     | Filippo Facchini           |
|    | Italia (bandiera) | D     | Luca Ferri                 |
|    | Italia (bandiera) | D     | Ettore Guglieri (capitano) |
|    | Italia (bandiera) | D     | Brando Marmiroli           |
|    | Italia (bandiera) | D     | Giovanni Midolo            |
|    | Italia (bandiera) | D     | Fabricio Olivera           |
|    | Italia (bandiera) | D     | Carlo Parenti              |
|    | Italia (bandiera) | D     | Simone Potop               |
|    | Italia (bandiera) | D     | Filippo Romeo              |
|    | Italia (bandiera) | D     | Thomas Salvaterra          |

| N. |                   | Ruolo | Calciatore          |
| -- | ----------------- | ----- | ------------------- |
|    | Italia (bandiera) | C     | Tommaso Baldini     |
|    | Italia (bandiera) | C     | Luca Colantonio     |
|    | Italia (bandiera) | C     | Ruben Colleoni      |
|    | Italia (bandiera) | C     | Salvatore Esposito  |
|    | Italia (bandiera) | C     | Alex Hathaway       |
|    | Italia (bandiera) | C     | Michele Moroni      |
|    | Italia (bandiera) | C     | Fausto Perseu       |
|    | Italia (bandiera) | C     | Riccardo Stronati   |
|    | Italia (bandiera) | C     | Antonio Zaccariello |
|    | Italia (bandiera) | A     | Davide Arrondini    |
|    | Italia (bandiera) | A     | Nicolò Bruschi      |
|    | Italia (bandiera) | A     | Andrea Michelotto   |
|    | Italia (bandiera) | A     | Edoardo Oneto       |
|    | Italia (bandiera) | A     | Francesco Saia      |
|    | Italia (bandiera) | A     | Marco Tognoni       |
|    | Italia (bandiera) | A     | Diego Vita          |

## Calciomercato
Nella sessione estiva di calciomercato arrivano a Fiorenzuola i difensori Midolo, proveniente dal Sassuolo, Salvaterra, proveniente dal Chievo e Ferri, liberatosi dallo Sporting Franciacorta, il centrocampista Perseu, di scuola Chievo, e gli attaccanti Vita, proveniente dal Delta Porto Tolle, Oneto, arrivato dalla Lavagnese e Bruschi, reduce dall'esperienza al Vado. Vengono invece ceduti il difensore Facchini al Napoli e il centrocampista Boilini.
Nel mese di novembre viene invece tesserato il difensore Simone Potop, svincolato dopo le esperienze nelle giovanili di Torino e Milan.
Nella sessione invernale vengono acquistati il difensore Crotti, in prestito dal Sassuolo, società presso la quale fa ritorno Giovanni Midolo, mai impiegato nella prima parte di stagione a causa di problemi fisici, Fabricio Olivera, che già aveva militato con i rossoneri l'anno precedente, dalla Pro Vercelli e l'attaccante Andrea Michelotto, proveniente dal Union Feltre. Lasciano invece la squadra Salvaterra, che rientra al Chievo, Moroni e Vita.

### Sessione estiva(dal 01/07 al 30/10)
| Acquisti | Acquisti           | Acquisti             | Acquisti      |
| R.       | Nome               | da                   | Modalità      |
| -------- | ------------------ | -------------------- | ------------- |
| P        | Andrea Ghezzi      | Nibbiano & Valtidone | fine prestito |
| D        | Luca Ferri         | Franciacorta         | svincolato    |
| D        | Giovanni Midolo    | Sassuolo             | prestito      |
| D        | Simone Potop       |                      | svincolato    |
| D        | Thomas Salvaterra  | Chievo               | prestito      |
| C        | Salvatore Esposito | N.Y. Red Bulls       | svincolato    |
| C        | Michele Moroni     | Borgo San Donnino    | svincolato    |
| C        | Fausto Perseu      | Chievo               | svincolato    |
| C        | Francesco Saia     | Borgo San Donnino    | fine prestito |
| C        | Riccardo Stronati  | Savona               | svincolato    |
| A        | Nicolò Bruschi     | Vado                 | svincolato    |
| A        | Edoardo Oneto      | Lavagnese            | svincolato    |
| A        | Diego Vita         | Delta Porto Tolle    | svincolato    |

| Cessioni | Cessioni             | Cessioni              | Cessioni      |
| R.       | Nome                 | a                     | Modalità      |
| -------- | -------------------- | --------------------- | ------------- |
| P        | Lorenzo Bertolazzi   | Felino                | prestito      |
| P        | Matteo D'Apolito     |                       | svincolato    |
| D        | Matteo Bruzzone      | Piacenza              | svincolato    |
| D        | Andrea Corbari       | Piacenza              | svincolato    |
| D        | Filippo Facchini     | Napoli                | prestito      |
| D        | Fabricio Olivera     | Pro Vercelli          | fine prestito |
| D        | Giuseppe Zaccariello |                       | svincolato    |
| C        | Michelangelo Amore   | Felino                | svincolato    |
| C        | Sergio Guerrini      | Fanfulla              | svincolato    |
| C        | Mbole Moukam         |                       | svincolato    |
| C        | Mattia Tunesi        | Pro Vercelli          | fine prestito |
| C        | Xavier Usel          | Alessandria           | fine prestito |
| C        | Giuliano Vago        |                       | svincolato    |
| A        | Gabriele Boilini     | Cittadella Vis Modena | svincolato    |
| A        | Luca Piraccini       | Gozzano               | svincolato    |
| A        | Enrico Pozzebon      | Este                  | svincolato    |

### Sessione invernale(dal 01/12 al 26/02)
| Acquisti | Acquisti          | Acquisti     | Acquisti      |
| R.       | Nome              | da           | Modalità      |
| -------- | ----------------- | ------------ | ------------- |
| D        | Pietro Crotti     | Sassuolo     | prestito      |
| D        | Filippo Facchini  | Napoli       | fine prestito |
| D        | Fabricio Olivera  | Gozzano      | svincolato    |
| A        | Andrea Michelotto | Union Feltre | svincolato    |

| Cessioni | Cessioni          | Cessioni          | Cessioni      |
| R.       | Nome              | a                 | Modalità      |
| -------- | ----------------- | ----------------- | ------------- |
| P        | Andrea Ghezzi     | Borgo San Donnino | prestito      |
| D        | Giovanni Midolo   | Sassuolo          | fine prestito |
| D        | Filippo Romeo     | Borgo San Donnino | prestito      |
| D        | Thomas Salvaterra | Chievo            | fine prestito |
| C        | Michele Moroni    |                   | svincolato    |
| A        | Diego Vita        | Sanremese         | svincolato    |

## Risultati

### Serie D

#### Girone di andata
| Arbitro: | Burlando (Genova) |

|             |           |  |
| Ortolini 3’ | Marcatori |  |

| Arbitro: | Cadirola (Milano) |

|                                             |           |          |
| Stronati 33’ (rig.) Bruschi 48’ Tognoni 65’ | Marcatori | 8’ Rossi |

| Cattolica 11 ottobre 2020, ore 15:00 CEST 3ª giornata | Marignanese          | 0 – 0 | Fiorenzuola | Stadio Giorgio Calbi (0 spett.)\| Arbitro: \| Giampietro (Pescara) \| |
| Arbitro:                                              | Giampietro (Pescara) |       |             |                                                                       |

| Arbitro: | Zambetti (Lovere) |

|               |           |  |
| Bruschi 90+5’ | Marcatori |  |

| Arbitro: | Pacella (Roma 2) |

|  |           |          |
|  | Marcatori | 87’ Vita |

| Arbitro: | Angelillo (Nola) |

|  |           |                  |
|  | Marcatori | 90+1’ Corigliano |

| Arbitro: | Marin (Portogruaro) |

|                    |           |                                                          |
| Girotti 79’ (rig.) | Marcatori | 14’ Bruschi 53’ Oneto 66’ (rig.), 86’ Arrondini 85’ Saia |

| Arbitro: | Gauzolino (Torino) |

|                                                      |           |           |
| Perseu 4’ Bruschi 40’ (rig.), 52’, 56’ Arrondini 85’ | Marcatori | 71’ Brega |

| Arbitro: | Rizzello (Casarano) |

|               |           |                    |
| Arrondini 16’ | Marcatori | 22’ (aut.) Cavalli |

| Arbitro: | Tesi (Lucca) |

|                         |           |  |
| Ambrosini 1’ Vuthaj 47’ | Marcatori |  |

| Arbitro: | Russo (Torre Annunziata) |

|                                                     |           |               |
| Bruschi 35’ (rig.), 76’ Michelotto 56’ Stronati 89’ | Marcatori | 54’ Villanova |

| Arbitro: | Monesi (Crotone) |

|              |           |                                            |
| Vassallo 84’ | Marcatori | 36’ (rig.), 73’, 88’ Bruschi 90’ Arrondini |

| Arbitro: | Iannello (Messina) |

|                  |           |               |
| Bruschi 30’, 71’ | Marcatori | 78’ Lazzarini |

| Arbitro: | Muccignato (Pordenone) |

|  |           |                   |
|  | Marcatori | 7’ (rig.) Bruschi |

| Arbitro: | Peletti (Crema) |

|                                 |           |                                                      |
| Bruschi 85’ (rig.) Stronati 88’ | Marcatori | 30’ Altinier 47’ Caprioni 65’ Piccinini 67’ Barranca |

| Arbitro: | Capriuolo (Bari) |

|          |           |                                             |
| Sala 62’ | Marcatori | 69’ Oneto 75’ Arrondini 85’ (rig.) Stronati |

| Arbitro: | Leotta (Acireale) |

|                                          |           |  |
| Esposito 32’ Bruschi 48’ Zaccariello 55’ | Marcatori |  |

#### Girone di ritorno
| Arbitro: | Gangi (Enna) |

|                                    |           |                 |
| Oneto 5’, 71’ Arrondini 78’, 90+3’ | Marcatori | 90+1’ Sciannamè |

| Arbitro: | Luongo (Napoli) |

|  |           |              |
|  | Marcatori | 73’ Stronati |

| Arbitro: | Frasynyak (Gallarate) |

|                                               |           |                            |
| Perseu 49’ Ferri 55’ Stronati 74’ Oneto 90+1’ | Marcatori | 46’ Docente 83’ Rizzitelli |

| Arbitro: | Silvera (Valdarno) |

|                   |           |                      |
| Leonardi 11’, 48’ | Marcatori | 4’ Ferri 87’ Bruschi |

| Arbitro: | Restaldo (Ivrea) |

|                                    |           |  |
| Bruschi 9’ Perseu 35’ Stronati 47’ | Marcatori |  |

| Arbitro: | Djurdjevic (Trieste) |

|                          |           |                     |
| Ferrari 26’ Giacobbi 81’ | Marcatori | 44’, 53’ Michelotto |

| Arbitro: | Cerbasi (Arezzo) |

|                                                   |           |  |
| Michelotto 13’ Zaccariello 28’ Arrondini 31’, 50’ | Marcatori |  |

| Arbitro: | Duzel (Castelfranco Veneto) |

|           |           |  |
| Brega 13’ | Marcatori |  |

| Arbitro: | Marangone (Udine) |

|              |           |                                |
| Lombardi 90’ | Marcatori | 50’ Zaccariello 53’ Michelotto |

| Arbitro: | Iacobellis (Pisa) |

|                                       |           |                            |
| Bruschi 8’ Perseu 63’ Arrondini 90+4’ | Marcatori | 57’ Pupeschi 89’ Ambrosini |

| Arbitro: | Ursini (Pescara) |

|                                                       |           |                            |
| Cavalli 18’ (aut.) Villanova 20’ Landi 75’ Diallo 85’ | Marcatori | 10’, 43’, 45’, 64’ Bruschi |

| Arbitro: | Cardella (Torre del Greco) |

|                                                   |           |  |
| Perseu 50’ Bruschi 52’, 60’ (rig.) Michelotto 79’ | Marcatori |  |

| Arbitro: | Campobasso (Formia) |

|           |           |             |
| Giani 47’ | Marcatori | 74’ Bruschi |

| Arbitro: | Menicucci (Lanciano) |

|             |           |  |
| Bruschi 38’ | Marcatori |  |

| Arbitro: | Di Francesco (Ostia) |

|  |           |                |
|  | Marcatori | 58’ Michelotto |

| Arbitro: | Rispoli (Locri) |

|                                    |           |  |
| Bruschi 14’ Oneto 29’ Perseu 90+2’ | Marcatori |  |

| Arbitro: | Gemelli (Messina) |

|  |           |                         |
|  | Marcatori | 41’, 65’ (rig.) Bruschi |

## Statistiche

### Statistiche di squadra
| Competizione | Punti | In casa | In casa | In casa | In casa | In casa | In casa | In trasferta | In trasferta | In trasferta | In trasferta | In trasferta | In trasferta | Totale | Totale | Totale | Totale | Totale | Totale | D.R. |
| Competizione | Punti | G       | V       | N       | P       | Gf      | Gs      | G            | V            | N            | P            | Gf           | Gs           | G      | V      | N      | P      | Gf     | Gs     | D.R. |
| ------------ | ----- | ------- | ------- | ------- | ------- | ------- | ------- | ------------ | ------------ | ------------ | ------------ | ------------ | ------------ | ------ | ------ | ------ | ------ | ------ | ------ | ---- |
| Serie D      | 75    | 17      | 14      | 2       | 1       | 47      | 15      | 17           | 9            | 5            | 3            | 29           | 17           | 34     | 23     | 6      | 5      | 76     | 32     | +44  |

### Andamento in campionato
| Giornata  | 1  | 2 | 3  | 4 | 5 | 6 | 7 | 8 | 9 | 10 | 11 | 12 | 13 | 14 | 15 | 16 | 17 | 18 | 19 | 20 | 21 | 22 | 23 | 24 | 25 | 26 | 27 | 28 | 29 | 30 | 31 | 32 | 33 | 34 |
| --------- | -- | - | -- | - | - | - | - | - | - | -- | -- | -- | -- | -- | -- | -- | -- | -- | -- | -- | -- | -- | -- | -- | -- | -- | -- | -- | -- | -- | -- | -- | -- | -- |
| Luogo     | T  | C | T  | C | T | C | T | C | C | T  | C  | T  | C  | T  | C  | T  | C  | C  | T  | C  | T  | C  | T  | C  | T  | T  | C  | T  | C  | T  | C  | T  | C  | T  |
| Risultato | P  | V | N  | V | V | P | V | V | N | P  | V  | V  | V  | V  | P  | V  | V  | V  | V  | V  | N  | V  | N  | V  | P  | V  | V  | N  | V  | N  | V  | V  | V  | V  |
| Posizione | 17 | 6 | 11 | 7 | 4 | 7 | 6 | 2 | 2 | 6  | 2  | 2  | 2  | 2  | 2  | 2  | 2  | 2  | 2  | 2  | 2  | 1  | 1  | 1  | 2  | 2  | 2  | 2  | 1  | 2  | 2  | 2  | 1  | 1  |

Legenda:

Luogo: C = Casa; T = Trasferta. Risultato: V = Vittoria; N = Pareggio; P = Sconfitta.

### Statistiche dei giocatori
| Giocatore      | Serie D  | Serie D | Serie D     | Serie D    |
| Giocatore      | Presenze | Reti    | Ammonizioni | Espulsioni |
| -------------- | -------- | ------- | ----------- | ---------- |
| D. Arrondini   | 34       | 11      | 0           | 0          |
| T. Baldini     | 3        | 0       | 1           | 0          |
| N. Battaiola   | 32       | -28     | 1           | 0          |
| N. Bruschi     | 33       | 30      | 6           | 1          |
| N. Carrara     | 17       | 0       | 4           | 0          |
| T. Cavalli     | 31       | 0       | 9           | 1          |
| L. Colantonio  | 17       | 0       | 4           | 1          |
| R. Colleoni    | 0        | 0       | 0           | 0          |
| P. Crotti      | 12       | 0       | 3           | 0          |
| S. Esposito    | 28       | 1       | 7           | 1          |
| F. Facchini    | 5        | 0       | 0           | 0          |
| L. Ferri       | 31       | 2       | 4           | 0          |
| A. Ghezzi      | 1        | -4      | 0           | 0          |
| A. Ghidetti    | 2        | -2      | 0           | 0          |
| E. Guglieri    | 28       | 0       | 5           | 0          |
| A. Hathaway    | 11       | 0       | 0           | 0          |
| B. Marmiroli   | 0        | 0       | 0           | 0          |
| A. Michelotto  | 25       | 7       | 0           | 0          |
| G. Midolo      | 0        | 0       | 0           | 0          |
| M. Moroni      | 0        | 0       | 0           | 0          |
| F. Olivera     | 15       | 0       | 3           | 1          |
| E. Oneto       | 34       | 6       | 3           | 0          |
| C. Parenti     | 0        | 0       | 0           | 0          |
| F. Perseu      | 31       | 6       | 8           | 0          |
| S. Potop       | 19       | 0       | 2           | 0          |
| F. Romeo       | 1        | 0       | 0           | 0          |
| F. Saia        | 17       | 1       | 0           | 0          |
| T. Salvaterra  | 11       | 0       | 1           | 0          |
| R. Stronati    | 30       | 7       | 7           | 0          |
| M. Tognoni     | 20       | 1       | 2           | 0          |
| D. Vita        | 5        | 1       | 1           | 0          |
| A. Zaccariello | 19       | 3       | 2           | 0          |

## Giovanili

### Organigramma
- Direttore sportivo Academy: Mariano Guarnieri[41]
- Direttore tecnico Academy: Settimio Lucci[41]
- Allenatore Juniores Nazionale: Nicola Binchi[41]
- Allenatore Under 17: Mirko Baldi[41]
- Allenatore Under 16: Niccolò Araldi[41]
- Allenatore Under 15: Gianluca Torreggiani[41]
- Allenatore Under 14: Mauro Rancati[41]
- Responsabile attività di base: Stefano Rapaccioli[41]
- Istruttori attività di base: Carlo Nepi, Simone Tartaro, Roberto Pasetti, Stefano Rapaccioli e Luca Ferri[41]
- Collaboratori tecnici attività di base: Fatabo Bara e Leonardo Capra[41]
- Scuola calcio: Matteo Cerri, Giacomo Grolli e Umberto Bergamaschi[41]
- Preparatore atletico attività agonistica: Fabio Frazzi[41]
- Preparatore atletico attività di base: Luca Candido[41]
- Preparatori portieri attività agonistica: Francesco Cavi e Nicola Cassinelli[41]
- Preparatore portieri attività di base: Marco Sartori[41]

### Piazzamenti
- Juniores Nazionali:
  - Campionato: campionato sospeso